# 23850 Рамасвамі
23850 Рамасвамі (23850 Ramaswami) — астероїд головного поясу, відкритий 14 вересня 1998 року.
Тіссеранів параметр щодо Юпітера — 3,395.